# Mixed
Der Begriff Mixed (zu englisch mixed „gemischt“) oder Mixte (zu französisch mixte „gemischt“) bezeichnet einen Wettkampf, in dem pro Team mindestens eine Spielerin und ein Spieler zum Einsatz kommen. Die bekannteste Variante ist das gemischte Doppel, bestehend aus einem Mann und einer Frau.
Beim Mixed wird in der Regel das Spielsystem gegenüber dem Herren- bzw. Damendoppel verändert, um die geschlechtsspezifischen Besonderheiten besser einsetzen zu können (z. B. mehr Muskelkraft des männlichen Teamspielers). So besetzt z. B. beim Badminton der Mann im gemischten Doppel primär die Angriffsposition im hinteren Teil des Spielfeldes.
Zu unterscheiden ist das Mixed von den gemischten Mannschaften bei internationalen Wettkämpfen, bei denen die Teilnehmer aus mehreren Staaten kommen.

## Sportarten
Die Disziplin Mixed findet sich unter anderem in folgenden Sportarten:
- Badminton[1]
- im Basketball gibt es eine Variante mit der Bezeichnung Mixed, in der in gemischten Teams gespielt wird
- Beachvolleyball
- beim Biathlon wird seit einigen Jahren ein Mixed-Staffelwettbewerb ausgetragen; dabei werden 2 × 6 km von Frauen und 2 × 7,5 km von Männern gelaufen[2]
- Cheerleading
- Curling[3]
- Formationsfallschirmspringen (wobei die Parität zwischen Damen und Herren nicht vorgeschrieben ist)
- Kanusport (Zweier-Canadier mixed im Kanuslalom und Wildwasserrennsport sowie Klasse Mixed neben Damen und Herren bzw. Open im Drachenboot)
- Leichtathletik, seit 2017 gibt es die 4 × 400-m-Mixed-Staffel, die mit zwei Frauen und zwei Männern besetzt ist.[4]
- Pétanque (hier wird das französische Wort Mixte benutzt), dabei gibt es neben einer Doublette (Doppel) auch eine Triplette mixte
- Rennrodeln, seit 2014 gibt es im Rennrodeln eine gemischte Teamstaffel.[5]
- Schießsport, seit 2020 in Tokio in Luftgewehr, Luftpistole und Trap
- Schwimmsport, Mixed-Staffel (4 × 100-m Lagenschwimmen), siehe Olympische Sommerspiele 2020/Schwimmen – 4 × 100 m Lagen (Mixed)
- Skispringen, seit 2013 bei Nordischen Skiweltmeisterschaften
- Tauziehen / Seilziehen
- Tennis, siehe Mixed (Tennis)
- Tischtennis[6]
- Ultimate
- im Unihockey gibt es die spezielle Variante Unihockey-Mixed, welche mit besonderen Regeln gespielt wird
- beim Volleyball wird im Mixed das Netz auf eine Zwischenhöhe von 2,35 m gehängt.

## Gemischtgeschlechtlich
Beim Quidditch gibt es eine Variante des Mixed, die als „gemischtgeschlechtlich“ bezeichnet wird. Hier gilt das selbstdefinierte Gender als Geschlecht, das vom rechtlichen Geschlecht abweichen kann. Auch die verschiedenen nichtbinären Geschlechtsidentitäten gelten jeweils als eigenes Geschlecht.